# Wolzwevers
De wolzwevers (Bombyliidae) zijn een familie uit de orde van de tweevleugeligen (Diptera) en de onderorde van de vliegen (Brachycera). Wereldwijd omvat deze familie zo'n 275 genera en 5382 soorten. Uit Nederland zijn slechts een twintigtal soorten bekend waarvoor een determinatietabel is uitgekomen.

## Kenmerken
Het harige lichaam van deze insecten is meestal bruin, rood of geel, soms met lichte vlekken. De lichaamslengte varieert van 20 tot 30 mm. Tot de wolzwevers behoren vliegen met een sterk verschillend uiterlijk. Zo is de gewone wolzwever sterk bruin behaard met een opvallend lange snuit. De muurrouwzwever (Anthrax anthrax) is voornamelijk zwart gekleurd en heeft een korte snuit.

## Leefwijze
Hun voedsel bestaat uit nectar, die ze met hun lange snuit opzuigen. Ze landen niet op de bloem, maar blijven er vóór zweven, zich daarbij in balans houdend met de voorpoten. De larven leven parasitair op kevers, nachtvlinders, wespen en andere vliegen.

## Voortplanting
De gewone wolzwever legt de eieren in de nesten van zandbijen. In de gangen komen de met zand gecamoufleerde eieren uit en de larve doet zich te goed aan het door de zandbijen verzamelde voedsel en later aan de larven zelf. Een dier dat dit gedrag vertoont heet een broedparasiet. De muurrouwzwever legt eieren in de nesten van bijvoorbeeld metselbijen. De roodbruine heiderouwzwever komt voor op heideterreinen bij nesten van graafwespen.

## Verspreiding en leefgebied
Deze familie komt wereldwijd voor in open, (sub)tropische, semi-aride gebieden bij bloemen en op de grond.

## In Nederland waargenomen soorten
- Genus: Anthrax
  - Anthrax anthrax - (Muurrouwzwever)
  - Anthrax trifasciatus - (Drievlekrouwzwever)
- Genus: Bombylius
  - Bombylius canescens - (Geelborstelwolzwever)
  - Bombylius cinerascens - (Zwartknopwolzwever)
  - Bombylius discolor - (Gevlekte wolzwever)
  - Bombylius major - (Gewone wolzwever)
  - Bombylius medius - (Gespikkelde wolzwever)
  - Bombylius posticus - (Geelknopwolzwever)
  - Bombylius venosus - (Zwartborstelwolzwever)
- Genus: Exhyalanthrax
  - Exhyalanthrax afer - (Kleine bretelrouwzwever)
- Genus: Exoprosopa
  - Exoprosopa capucina - (Roodbruine heiderouwzwever)
  - Exoprosopa cleomene - (Duistere rouwzwever)
- Genus: Hemipenthes
  - Hemipenthes morio - (Duinrouwzwever)
- Genus: Phthiria
  - Phthiria pulicaria - (Dwergwolzwever)
- Genus: Systoechus
  - Systoechus ctenopterus - (Kleine wolzwever)
- Genus: Thyridanthrax
  - Thyridanthrax fenestratus - (Vensterrouwzwever)
- Genus: Villa
  - Villa cingulata - (Kalkvilla)
  - Villa fasciata - (Heidevilla)
  - Villa hottentotta - (Hottentottenvilla)
  - Villa longicornis - (Duistere villa)
  - Villa modesta - (Duinvilla)

## Taxonomie
- Onderfamilie Oligodraninae
  - Geslacht Oligodranes Loew, 1844
- Onderfamilie Usiinae
  - Geslachtengroep Apolysini
    - Geslacht Apolysis Loew, 1860

  - Geslachtengroep Usiini
    - Geslacht Parageron Paramonov, 1929
    - Geslacht Usia Latreille, 1802
- Onderfamilie Phthiriinae
  - Geslachtengroep Phthiriini
    - Geslacht Acreophthiria Evenhuis, 1986
    - Geslacht Acreotrichus Macquart, 1850
    - Geslacht Australiphthiria Evenhuis, 1986
    - Geslacht Neacreotrichus Cockerell, 1917
    - Geslacht Phthiria Meigen, 1820
    - Geslacht Pygocona Hull, 1973

  - Geslachtengroep Poecilognathini
    - Geslacht Euryphthiria Evenhuis, 1986
    - Geslacht Poecilognathus Jaennicke, 1867
    - Geslacht Relictiphthiria Evenhuis, 1986
    - Geslacht Tmemophlebia Evenhuis, 1986
- Onderfamilie Toxophorinae
- Onderfamilie Gerontinae
  - Geslacht Geron Meigen, 1820
  - Geslachtengroep Systropodini
    - Geslacht Dolichomyia Wiedemann, 1830
    - Geslacht Melanderella Cockerell, 1909
    - Geslacht Systropus Wiedemann, 1820
    - Geslacht Zaclava Hull, 1973

  - Geslachtengroep Toxophorini
    - Geslacht Toxophora Meigen, 1803
- Onderfamilie Heterotropinae
  - Geslacht Heterotropus Loew, 1873
- Onderfamilie Bombyliinae
  - Geslachtengroep Acrophthalmydini
    - Geslacht Acrophthalmyda Bigot, 1858

  - Geslachtengroep Bombyliini
    - Geslacht Adelidea Macquart, 1840
    - Geslacht Anastoechus Osten Sacken, 1877
    - Geslacht Australoechus Greathead, 1995
    - Geslacht Beckerellus Greathead, 1995
    - Geslacht Bombomyia Greathead, 1995
    - Geslacht Bombylella Greathead, 1995
    - Geslacht Bombylisoma Rondani, 1856
    - Geslacht Bombylius Linnaeus, 1758
    - Geslacht Bromoglycis Hull, 1971
    - Geslacht Brychosoma Hull, 1973
    - Geslacht Cacoplox Hull, 1970
    - Geslacht Choristus Walker, 1852
    - Geslacht Conophorina Becker, 1920
    - Geslacht Cryomyia Hull, 1973
    - Geslacht Dischistus Loew, 1855
    - Geslacht Doliogethes Hesse, 1938
    - Geslacht Efflatounia Bezzi, 1925
    - Geslacht Eremyia Greathead, 1996
    - Geslacht Eristalopsis Evenhuis, 1985
    - Geslacht Euchariomyia Bigot, 1888
    - Geslacht Euprepina Hull, 1971
    - Geslacht Eurycarenus Loew, 1860
    - Geslacht Eusurbus Roberts, 1929
    - Geslacht Gonarthrus Bezzi, 1921
    - Geslacht Heterostylum Macquart, 1848
    - Geslacht Isocnemus Bezzi, 1924
    - Geslacht Karakumia Paramonov, 1927
    - Geslacht Laurella Hull, 1971
    - Geslacht Lepidochlanus Hesse, 1938
    - Geslacht Mandella Evenhuis, 1983
    - Geslacht Meomyia Evenhuis, 1983
    - Geslacht Muscatheres Evenhuis, 1986
    - Geslacht Nectaropota Philippi, 1865
    - Geslacht Neobombylodes Evenhuis, 1978
    - Geslacht Neodischistus Painter, 1933
    - Geslacht Nothoschistus Bowden, 1985
    - Geslacht Parachistus Greathead, 1980
    - Geslacht Parasystoechus Hall, 1976
    - Geslacht Parisus Walker, 1852
    - Geslacht Pilosia Hull, 1973
    - Geslacht Semistoechus Hall, 1976
    - Geslacht Sericusia Edwards, 1937
    - Geslacht Sisyromyia White, 1916
    - Geslacht Sisyrophanus Karsch, 1886
    - Geslacht Sosiomyia Bezzi, 1921
    - Geslacht Staurostichus Hull, 1973
    - Geslacht Systoechus Loew, 1855
    - Geslacht Tovlinius Zaitzev, 1979
    - Geslacht Triplasius Loew, 1855
    - Geslacht Triploechus Edwards, 1937
    - Geslacht Xerachistus Greathead, 1995
    - Geslacht Zinnomyia Hesse, 1955

  - Geslachtengroep Conophorini
    - Geslacht Aldrichia Coquillett, 1894
    - Geslacht Conophorus Meigen, 1803
    - Geslacht Geminaria Coquillett, 1894
    - Geslacht Hallidia Hull, 1970
    - Geslacht Legnotomyia Bezzi, 1902
    - Geslacht Lordotus Loew, 1863
    - Geslacht Othniomyia Hesse, 1938
    - Geslacht Platamomyia Brèthes, 1925
    - Geslacht Prorachthes Loew, 1868
    - Geslacht Sparnopolius Loew, 1855

  - Geslachtengroep Eclimini
    - Geslacht Alepidophora Cockerell, 1909
    - Geslacht Cyrtomyia Bigot, 1892
    - Geslacht Eclimus Loew, 1844
    - Geslacht Lepidophora Westwood, 1835
    - Geslacht Marmosoma White, 1916
    - Geslacht Palintonus François, 1964
    - Geslacht Paratoxophora Engel, 1936
    - Geslacht Thevenetimyia Bigot, 1875
    - Geslacht Tillyardomyia Tonnoir, 1927
- Onderfamilie Crocidiinae
  - Geslacht Adelogenys Hesse, 1938
  - Geslacht Apatomyza Wiedemann, 1820
  - Geslacht Crocidium Loew, 1860
  - Geslacht Desmatomyia Williston, 1895
  - Geslacht Inyo Hall & Evenhuis, 1987
  - Geslacht Mallophthiria Edwards, 1930
  - Geslacht Megaphthiria Hall, 1976
  - Geslacht Semiramis Becker, 1913
  - Geslacht Timiomyia Evenhuis, 1978
- Onderfamilie Mariobezziinae
  - Geslacht Callynthrophora Schiner, 1868
  - Geslacht Corsomyza Wiedemann, 1820
  - Geslacht Dasypalpus Macquart, 1840
  - Geslacht Gnumyia Bezzi, 1921
  - Geslacht Hyperusia Bezzi, 1921
  - Geslacht Mariobezzia Becker, 1913
  - Geslacht Megapalpus Macquart, 1834
  - Geslacht Paracorsomyza Hennig, 1966
  - Geslacht Pusilla Paramonov, 1954
  - Geslacht Zyxmyia Bowden, 1960
- Onderfamilie Xenoprosopinae
  - Geslacht Xenoprosopa Hesse, 1956
- Onderfamilie Oniromyiinae
  - Geslacht Oniromyia Bezzi, 1921
- Onderfamilie Cythereinae
  - Geslacht Amictites Hennig, 1966
  - Geslacht Amictus Wiedemann, 1817
  - Geslacht Callostoma Macquart, 1840
  - Geslacht Chalcochiton Loew, 1844
  - Geslacht Cyllenia Latreille, 1802
  - Geslacht Cytherea Fabricius, 1794
  - Geslacht Enica Macquart, 1834
  - Geslacht Glaesamictus Hennig, 1966
  - Geslacht Gyrocraspedum Becker, 1913
  - Geslacht Neosardus Roberts, 1929
  - Geslacht Nomalonia Rondani, 1863
  - Geslacht Palaeoamictus Meunier, 1916
  - Geslacht Pantarbes Osten Sacken, 1877
  - Geslacht Praecytherea Théobald, 1937
  - Geslacht Sericosoma Macquart, 1850
  - Geslacht Sericothrix Hall, 1976
  - Geslacht Sinaia Becker, 1916
  - Geslacht Sphenoidoptera Williston, 1901
- Onderfamilie Lomatiinae
  - Geslacht Alomatia Cockerell, 1914
  - Geslachtengroep Lomatiini
    - Geslacht Aleucosia Edwards, 1934
    - Geslacht Anisotamia Macquart, 1840
    - Geslacht Brachydemia Hull, 1973
    - Geslacht Bryodemina Hull, 1973
    - Geslacht Canariellum Strand, 1928
    - Geslacht Comptosia Macquart, 1840
    - Geslacht Doddosia Edwards, 1934
    - Geslacht Edmundiella Becker, 1915
    - Geslacht Lomatia Meigen, 1822
    - Geslacht Macrocondyla Rondani, 1863
    - Geslacht Notolomatia Greathead, 1998
    - Geslacht Ogcodocera Macquart, 1840
    - Geslacht Oncodosia Edwards, 1937
    - Geslacht Ylasoia Speiser, 1920

  - Geslachtengroep Peringueyimyiini
    - Geslacht Peringueyimyia Bigot, 1886
- Onderfamilie Antoniinae
  - Geslacht Antonia Loew, 1856
  - Geslacht Antoniaustralia Becker, 1913
  - Geslacht Cyx Evenhuis, 1993
  - Geslacht Myonema Roberts, 1929
- Onderfamilie Tomomyzinae
  - Geslacht Amphicosmus Coquillett, 1891
  - Geslacht Docidomyia White, 1916
  - Geslacht Metacosmus Coquillett, 1891
  - Geslacht Pantostomus Bezzi, 1921
  - Geslacht Paracosmus Osten Sacken, 1877
  - Geslacht Tomomyza Wiedemann, 1820
- Onderfamilie Anthracinae
  - Geslachtengroep Anthracini
    - Geslacht Anthrax Scopoli, 1763
    - Geslacht Brachyanax Evenhuis, 1981
    - Geslacht Dicranoclista Bezzi, 1924
    - Geslacht Satyramoeba Sack, 1909
    - Geslacht Spogostylum Macquart, 1840
    - Geslacht Thraxan Yeates & Lambkin, 1998
    - Geslacht Turkmeniella Paramonov, 1940
    - Geslacht Walkeromyia Paramonov, 1934
    - Geslacht Xenox Evenhuis, 1984

  - Geslachtengroep Aphoebantini
    - Geslacht Aphoebantus Loew, 1872
    - Geslacht Cononedys Hermann, 1907
    - Geslacht Epacmus Osten Sacken, 1886
    - Geslacht Eucessia Coquillett, 1886
    - Geslacht Exepacmus Coquillett, 1894
    - Geslacht Pteraulacodes Hesse, 1956
    - Geslacht Pteraulax Bezzi, 1921

  - Geslachtengroep Exoprosopini
    - Geslacht Atrichochira Hesse, 1956
    - Geslacht Colossoptera Hull, 1973
    - Geslacht Diatropomma Bowden, 1962
    - Geslacht Exoprosopa Macquart, 1840
    - Geslacht Heteralonia Rondani, 1863
    - Geslacht Hyperalonia Rondani, 1863
    - Geslacht Ligyra Newman, 1841
    - Geslacht Litorhina Bowden, 1975
    - Geslacht Micomitra Bowden, 1964
    - Geslacht Pseudopenthes Roberts, 1928
    - Geslacht Pterobates Bezzi, 1921

  - Geslachtengroep Prorostomatini
    - Geslacht Conomyza Hesse, 1956
    - Geslacht Coryprosopa Hesse, 1956
    - Geslacht Epacmoides Hesse, 1956
    - Geslacht Plesiocera Macquart, 1840
    - Geslacht Prorostoma Hesse, 1956
    - Geslacht Stomylomyia Bigot, 1887

  - Geslachtengroep Villini
    - Geslacht Astrophanes Osten Sacken, 1877
    - Geslacht Caecanthrax Greathead, 1981
    - Geslacht Chrysanthrax Osten Sacken, 1886
    - Geslacht Cyananthrax Painter, 1959
    - Geslacht Deusopora Hull, 1971
    - Geslacht Diochanthrax Hall, 1975
    - Geslacht Dipalta Osten Sacken, 1877
    - Geslacht Diplocampta Schiner, 1868
    - Geslacht Exechohypopion Evenhuis, 1991
    - Geslacht Exhyalanthrax Becker, 1916
    - Geslacht Hemipenthes Loew, 1869
    - Geslacht Laminanthrax Greathead, 1967
    - Geslacht Lepidanthrax Osten Sacken, 1886
    - Geslacht Mancia Coquillett, 1886
    - Geslacht Marleyimyia Hesse, 1956
    - Geslacht Neodiplocampta Curran, 1934
    - Geslacht Oestranthrax Bezzi, 1921
    - Geslacht Oestrimyza Hull, 1973
    - Geslacht Pachyanthrax François, 1964
    - Geslacht Paradiplocampta Hall, 1975
    - Geslacht Paranthrax Bigot, 1876
    - Geslacht Paravilla Painter, 1933
    - Geslacht Poecilanthrax Osten Sacken, 1886
    - Geslacht Rhynchanthrax Painter, 1933
    - Geslacht Stonyx Osten Sacken, 1886
    - Geslacht Synthesia Bezzi, 1921
    - Geslacht Thyridanthrax Osten Sacken, 1886
    - Geslacht Veribubo Evenhuis, 1978
    - Geslacht Verrallites Cockerell, 1913
    - Geslacht Villa Lioy, 1864
    - Geslacht Villoestrus Paramonov, 1931

  - Geslachtengroep Xeramoebini
    - Geslacht Desmatoneura Williston, 1895
    - Geslacht Petrorossia Bezzi, 1908
    - Geslacht Pipunculopsis Bezzi, 1925
    - Geslacht Prothaplocnemis Bezzi, 1925
    - Geslacht Xeramoeba Hesse, 1956
- Onderfamilie niet bepaald
  - Geslacht Pachysystropus Cockerell, 1909
  - Geslacht Palaeogeron Meunier, 1915
  - Geslacht Tithonomyia Evenhuis, 1984
- Onderfamilie voorlopig geplaatst in Bombyliidae
  - Geslacht Anthracida Germar

## Geslachten
De geslachten met gedefinieerde pagina staan hieronder vermeld met het (globaal) aantal soorten tussen haakjes.
- Acreophthiria Evenhuis, 1986 (4)
- Acreotrichus Macquart, 1850
- Acrophthalmyda Bigot, 1858
- Adelidea Macquart, 1840
- Adelogenys Hesse, 1938
- Aldrichia Coquillett, 1894 (2)
- Alepidophora Cockerell, 1909
- Aleucosia Edwards, 1934
- Alomatia Cockerell, 1914
- Amictites Hennig, 1966
- Amictus Wiedemann, 1817 (7)
- Amphicosmus Coquillett, 1891 (4)
- Anastoechus Osten Sacken, 1877 (13)
- Anisotamia Macquart, 1840
- Anthrax Scopoli, 1763 (44)
- Antonia Loew, 1856 (1)
- Antoniaustralia Becker, 1913
- Apatomyza Wiedemann, 1820
- Aphoebantus Loew, 1872 (54)
- Apolysis Loew, 1860 (57)
- Astrophanes Osten Sacken, 1877 (1)
- Atrichochira Hesse, 1956
- Australiphthiria Evenhuis, 1986
- Australoechus Greathead, 1995
- Beckerellus Greathead, 1995 (1)
- Bombomyia Greathead, 1995 (2)
- Bombylella Greathead, 1995 (1)
- Bombylisoma Rondani, 1856 (10)
- Bombylius Linnaeus, 1758 (97)
- Brachyanax Evenhuis, 1981
- Brachydemia Hull, 1973
- Bromoglycis Hull, 1971
- Brychosoma Hull, 1973
- Bryodemina Hull, 1973 (1)
- Cacoplox Hull, 1970
- Caecanthrax Greathead, 1981 (1)
- Callostoma Macquart, 1840 (1)
- Callynthrophora Schiner, 1868
- Canariellum Strand, 1928 (1)
- Colossoptera Hull, 1973
- Comptosia Macquart, 1840
- Conomyza Hesse, 1956
- Cononedys Hermann, 1907 (2)
- Conophorina Becker, 1920
- Conophorus Meigen, 1803 (33)
- Corsomyza Wiedemann, 1820
- Coryprosopa Hesse, 1956
- Crocidium Loew, 1860
- Cryomyia Hull, 1973
- Cyananthrax Painter, 1959
- Cyllenia Latreille, 1802 (2)
- Cyrtomyia Bigot, 1892
- Cytherea Fabricius, 1794 (4)
- Cyx Evenhuis, 1993
- Chalcochiton Loew, 1844 (3)
- Choristus Walker, 1852
- Chrysanthrax Osten Sacken, 1886 (21)
- Dasypalpus Macquart, 1840
- Desmatomyia Williston, 1895 (2)
- Desmatoneura Williston, 1895 (3)
- Deusopora Hull, 1971
- Diatropomma Bowden, 1962
- Dicranoclista Bezzi, 1924 (2)
- Diochanthrax Hall, 1975 (1)
- Dipalta Osten Sacken, 1877 (2)
- Diplocampta Schiner, 1868
- Dischistus Loew, 1855 (4)
- Docidomyia White, 1916
- Doddosia Edwards, 1934
- Dolichomyia Wiedemann, 1830 (1)
- Doliogethes Hesse, 1938
- Eclimus Loew, 1844 (2)
- Edmundiella Becker, 1915 (1)
- Efflatounia Bezzi, 1925
- Enica Macquart, 1834
- Epacmoides Hesse, 1956
- Epacmus Osten Sacken, 1886 (13)
- Eremyia Greathead, 1996
- Eristalopsis Evenhuis, 1985
- Eucessia Coquillett, 1886 (1)
- Euchariomyia Bigot, 1888
- Euprepina Hull, 1971
- Eurycarenus Loew, 1860
- Euryphthiria Evenhuis, 1986 (2)
- Eusurbus Roberts, 1929
- Exechohypopion Evenhuis, 1991
- Exepacmus Coquillett, 1894 (1)
- Exhyalanthrax Becker, 1916 (8)
- Exoprosopa Macquart, 1840 (61)
- Geminaria Coquillett, 1894 (2)
- Geron Meigen, 1820 (32)
- Glaesamictus Hennig, 1966
- Gnumyia Bezzi, 1921
- Gonarthrus Bezzi, 1921
- Gyrocraspedum Becker, 1913
- Hallidia Hull, 1970
- Hemipenthes Loew, 1869 (29)
- Heteralonia Camillo Róndani, 1863 (7)
- Heterostylum Macquart, 1848 (4)
- Heterotropus Loew, 1873 (2)
- Hyperalonia Rondani, 1863
- Hyperusia Bezzi, 1921
- Inyo Hall & Evenhuis, 1987 (2)
- Isocnemus Bezzi, 1924
- Karakumia Paramonov, 1927
- Laminanthrax Greathead, 1967
- Laurella Hull, 1971
- Legnotomyia Bezzi, 1902 (2)
- Lepidanthrax Osten Sacken, 1886 (36)
- Lepidochlanus Hesse, 1938
- Lepidophora Westwood, 1835 (3)
- Ligyra Newman, 1841 (3)
- Litorhina Bowden, 1975
- Lomatia Meigen, 1822 (20)
- Lordotus Loew, 1863 (27)
- Macrocondyla Rondani, 1863
- Mallophthiria Edwards, 1930
- Mancia Coquillett, 1886 (1)
- Mandella Evenhuis, 1983
- Mariobezzia Becker, 1913
- Marleyimyia Hesse, 1956
- Marmosoma White, 1916
- Megapalpus Macquart, 1834
- Megaphthiria Hall, 1976
- Melanderella Cockerell, 1909
- Meomyia Evenhuis, 1983
- Metacosmus Coquillett, 1891 (3)
- Micomitra Bowden, 1964 (2)
- Muscatheres Evenhuis, 1986
- Myonema Roberts, 1929
- Neacreotrichus Cockerell, 1917 (8)
- Nectaropota Philippi, 1865
- Neobombylodes Evenhuis, 1978 (1)
- Neodiplocampta Curran, 1934 (5)
- Neodischistus Painter, 1933
- Neosardus Roberts, 1929
- Nomalonia Rondani, 1863
- Nothoschistus Bowden, 1985
- Notolomatia Greathead, 1998
- Oestranthrax Bezzi, 1921 (5)
- Oestrimyza Hull, 1973
- Ogcodocera Macquart, 1840 (2)
- Oligodranes Loew, 1844 (15)
- Oncodosia Edwards, 1937
- Oniromyia Bezzi, 1921
- Othniomyia Hesse, 1938
- Pachyanthrax François, 1964 (3)
- Palaeoamictus Meunier, 1916
- Palintonus François, 1964
- Pantarbes Osten Sacken, 1877 (6)
- Pantostomus Bezzi, 1921
- Parabombylius (15)
- Paracorsomyza Hennig, 1966
- Paracosmus Osten Sacken, 1877 (5)
- Parachistus Greathead, 1980
- Paradiplocampta Hall, 1975 (1)
- Parageron Paramonov, 1929 (18)
- Paranthrax Bigot, 1876
- Parasystoechus Hall, 1976
- Paratoxophora Engel, 1936
- Paravilla Painter, 1933 (47)
- Parisus Walker, 1852
- Peringueyimyia Bigot, 1886
- Petrorossia Bezzi, 1908 (4)
- Phthiria Meigen, 1820 (21)
- Pilosia Hull, 1973
- Pipunculopsis Bezzi, 1925
- Platamomyia Brèthes, 1925
- Plesiocera Macquart, 1840 (1)
- Poecilanthrax Osten Sacken, 1886 (33)
- Poecilognathus Jaennicke, 1867 (11)
- Praecytherea Théobald, 1937
- Prorachthes Loew, 1868 (3)
- Prorostoma Hesse, 1956
- Prothaplocnemis Bezzi, 1925
- Pseudopenthes Roberts, 1928
- Pteraulacodes Hesse, 1956
- Pteraulax Bezzi, 1921
- Pterobates Bezzi, 1921
- Pusilla Paramonov, 1954
- Pygocona Hull, 1973
- Relictiphthiria Evenhuis, 1986 (2)
- Rhynchanthrax Painter, 1933 (4)
- Satyramoeba Sack, 1909 (1)
- Semiramis Becker, 1913
- Semistoechus Hall, 1976
- Sericosoma Macquart, 1850
- Sericothrix Hall, 1976
- Sericusia Edwards, 1937
- Sinaia Becker, 1916
- Sisyromyia White, 1916
- Sisyrophanus Karsch, 1886
- Sosiomyia Bezzi, 1921
- Sparnopolius Loew, 1855 (4)
- Sphenoidoptera Williston, 1901
- Spogostylum Macquart, 1840 (3)
- Staurostichus Hull, 1973
- Stomylomyia Bigot, 1887 (2)
- Stonyx Osten Sacken, 1886 (1)
- Synthesia Bezzi, 1921
- Systoechus Loew, 1855 (12)
- Systropus Wiedemann, 1820 (3)
- Thevenemyia (22)
- Thevenetimyia Bigot, 1875 (1)
- Thraxan Yeates & Lambkin, 1998
- Thyridanthrax Osten Sacken, 1886 (24)
- Tillyardomyia Tonnoir, 1927
- Timiomyia Evenhuis, 1978
- Tmemophlebia Evenhuis, 1986 (5)
- Tomomyza Wiedemann, 1820
- Tovlinius Zaitzev, 1979
- Toxophora Meigen, 1803 (9)
- Triplasius Loew, 1855 (1)
- Triploechus Edwards, 1937 (3)
- Turkmeniella Paramonov, 1940
- Usia Latreille, 1802 (62)
- Veribubo Evenhuis, 1978 (2)
- Verrallites Cockerell, 1913
- Villa Lioy, 1864 (85)
- Villoestrus Paramonov, 1931
- Walkeromyia Paramonov, 1934
- Xenoprosopa Hesse, 1956
- Xenox Evenhuis, 1984 (4)
- Xerachistus Greathead, 1995
- Xeramoeba Hesse, 1956 (2)
- Ylasoia Speiser, 1920
- Zaclava Hull, 1973
- Zinnomyia Hesse, 1955
- Zyxmyia Bowden, 1960